# Cherrueix
Cherrueix (en bretó Kerruer, en gal·ló Chaéruér) és un municipi francès, situat a la regió de Bretanya, al departament d'Ille i Vilaine. L'any 2006 tenia 1.125 habitants.

## Demografia
| 1962                                       | 1968 | 1975  | 1982  | 1990 | 1999 | 2007 |
| ------------------------------------------ | ---- | ----- | ----- | ---- | ---- | ---- |
| 929                                        | 997  | 1.030 | 1.016 | 983  | 955  | 1150 |
| Des de 1962: població sense dobles comptes |      |       |       |      |      |      |

## Administració
| Període     | Identitat          | Partit          |
| ----------- | ------------------ | --------------- |
| 1792- 1816  | Julien Plainfossé  |                 |
| 1816- 1843  | François Ganier    |                 |
| 1843- 1848  | Victor Daumer      |                 |
| 1843- 1848  | Victor Daumer      |                 |
| 1848- 1850  | Gilles Ganier      |                 |
| 1850- 1875  | François Richard   |                 |
| 1875- 1876  |                    |                 |
| 1876- 1888  | Laurent Couapel    |                 |
| 1888- 1894  | Marie Ganier       |                 |
| 1894- 1908  | Placide Delépine   |                 |
| 1908- 1928  | Alfred Lecompte    |                 |
| 1928- 1942  | François Lemonnier |                 |
| 1942- 1961  | Théophile Blin     |                 |
| 1961- 1969  | Louis Lesénéchal   |                 |
| 1969- 1983  | Louis Lecompte     |                 |
| 1983- 1995  | Rémi Gendrot       |                 |
| 1995- 2001  | Louis Dory         |                 |
| des de 2001 | Jean-Luc Bourgeaux | RPR després UMP |